# Ікемацу Кадзухіко
Ікемацу Кадзухіко (яп. 池松 和彦; нар. 26 грудня 1979, Тікудзен, префектура Фукуока) — японський борець вільного стилю, бронзовий призер чемпіонату світу, переможець, срібний та дворазовий бронзовий призер чемпіонатів Азії, учасник двох Олімпійських ігор.

## Життєпис
Боротьбою почав займатися з 1995 року.
Виступав за борцівські клуби K-Powers, Осака та NSSU, Йокогама. Тренер — Фудзімото Хідейо.

## Спортивні результати на міжнародних змаганнях

### Виступи на Олімпіадах
| Змагання                    | Збірна | Вагова категорія          | Місце |
| --------------------------- | ------ | ------------------------- | ----- |
| Літні Олімпійські ігри 2004 | Японія | вільна боротьба, до 66 кг | 5     |
| Літні Олімпійські ігри 2008 | Японія | вільна боротьба, до 66 кг | 13    |

### Виступи на Чемпіонатах світу
| Змагання                        | Збірна | Вагова категорія          | Місце  |
| ------------------------------- | ------ | ------------------------- | ------ |
| Чемпіонат світу з боротьби 2001 | Японія | вільна боротьба, до 63 кг | 23     |
| Чемпіонат світу з боротьби 2002 | Японія | вільна боротьба, до 66 кг | 15     |
| Чемпіонат світу з боротьби 2003 | Японія | вільна боротьба, до 66 кг | Бронза |
| Чемпіонат світу з боротьби 2005 | Японія | вільна боротьба, до 66 кг | 11     |

### Виступи на Чемпіонатах Азії
| Змагання                       | Збірна | Вагова категорія          | Місце  |
| ------------------------------ | ------ | ------------------------- | ------ |
| Чемпіонат Азії з боротьби 2003 | Японія | вільна боротьба, до 66 кг | Срібло |
| Чемпіонат Азії з боротьби 2004 | Японія | вільна боротьба, до 66 кг | Золото |
| Чемпіонат Азії з боротьби 2005 | Японія | вільна боротьба, до 66 кг | Бронза |
| Чемпіонат Азії з боротьби 2007 | Японія | вільна боротьба, до 66 кг | 5      |
| Чемпіонат Азії з боротьби 2008 | Японія | вільна боротьба, до 66 кг | Бронза |

### Виступи на Азійських іграх
| Змагання           | Збірна | Вагова категорія          | Місце |
| ------------------ | ------ | ------------------------- | ----- |
| Азійські ігри 2002 | Японія | вільна боротьба, до 66 кг | 12    |

### Виступи на інших змаганнях
| Змагання                               | Збірна | Вагова категорія          | Місце  |
| -------------------------------------- | ------ | ------------------------- | ------ |
| Міжнародний меморіал Дейва Шульца 2003 | Японія | вільна боротьба, до 66 кг | 4      |
| Гран-прі Німеччини з боротьби 2004     | Японія | вільна боротьба, до 66 кг | Срібло |
| Гран-прі Німеччини з боротьби 2008     | Японія | вільна боротьба, до 66 кг | Срібло |